# Battaglia di Kunersdorf
La battaglia di Kunersdorf, combattuta il 12 agosto 1759 sulla riva destra dell'Oder, nelle vicinanze di Francoforte, fu la più pesante sconfitta mai subita da Federico il Grande durante la guerra dei Sette Anni e provocò una grave crisi per la Prussia.
A causa di errori di strategia e per l'errata conoscenza delle posizioni dell'esercito combinato austro-russo, Federico esaurì le sue forze contro le posizioni nemiche.
Gli austro-russi, al comando del generale von Loudon e del feldmaresciallo Saltykov, passarono al contrattacco e sconfissero duramente le truppe prussiane.
L'esercito di Federico si disgregò in gran parte durante la ritirata e il re fu costretto a ripiegare a ovest dell'Oder e dovette abbandonare temporaneamente Berlino.
Gli austro-russi non sfruttarono pienamente la grande vittoria e quindi, nei mesi successivi, i prussiani poterono recuperare la situazione e continuare la resistenza contro le superiori potenze nemiche.

## Situazione strategica
Durante i colloqui a San Pietroburgo tra i rappresentanti austriaci e le autorità russe, dopo complesse discussioni erano stati finalmente stabiliti accordi per una stretta collaborazione dei due eserciti, allo scopo di marciare nel cuore del territorio prussiano e infliggere una sconfitta decisiva a Federico. Le armate principali, quella  austriaca al comando del feldmaresciallo Leopold von Daun, e quella russa al comando del generale Villim Fermor, avrebbero dovuto concentrarsi sull'Oder, nei pressi di Glogau e Crossen.
Per eseguire questa manovra, Fermor iniziò a raggruppare le sue forze a Poznań, mentre dalla fine di giugno von Daun avanzò dalla Boemia fino a Marklissa, giungendovi il 5 luglio.
Federico era consapevole del pericolo di un congiungimento delle due masse nemiche, ma riteneva che il conte Christoph zu Dohna, con un corpo di 28 000 soldati, fosse in grado di impedire la concentrazione dei russi sull'Oder; egli invece rimase con la massa principale del suo esercito (48 000 uomini) a sud, marciando su Schmottseiffen di fronte alle forze del feldmaresciallo von Daun a Marklissa. In realtà, il conte zu Dohna si mosse con lentezza e con scarsa abilità e quindi non poté impedire il raggruppamento dei russi a Poznań; Federico, molto scontento del suo luogotenente, inviò il 22 luglio il generale Karl von Wedel per assumere il comando e fermare i russi.

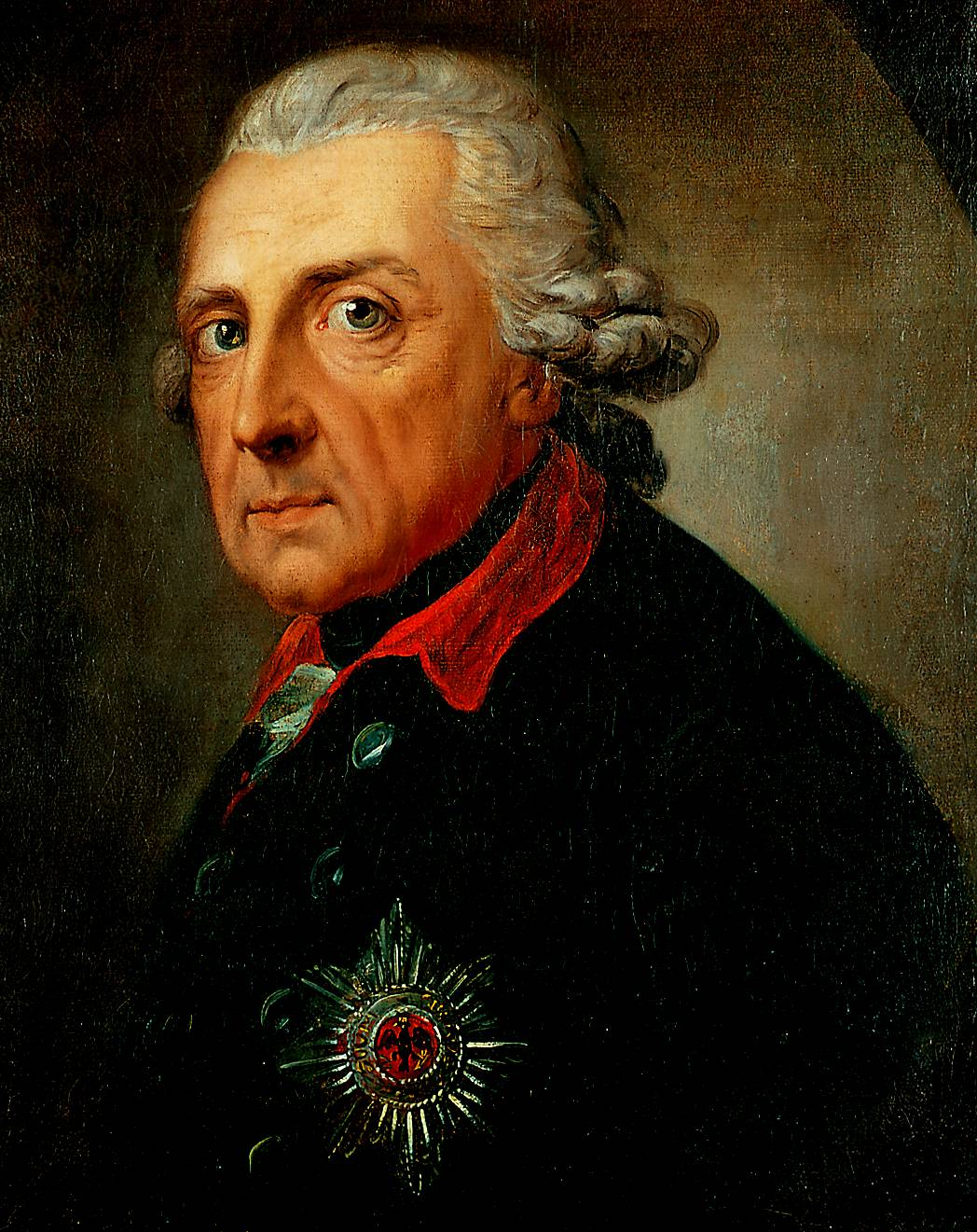
Federico il Grande, re di Prussia e comandante in capo dell'esercito.

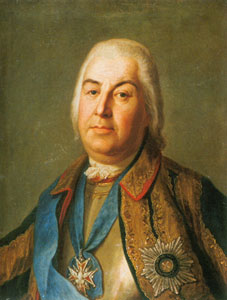
Il feldmaresciallo russo Pëtr Semënovič Saltykov.

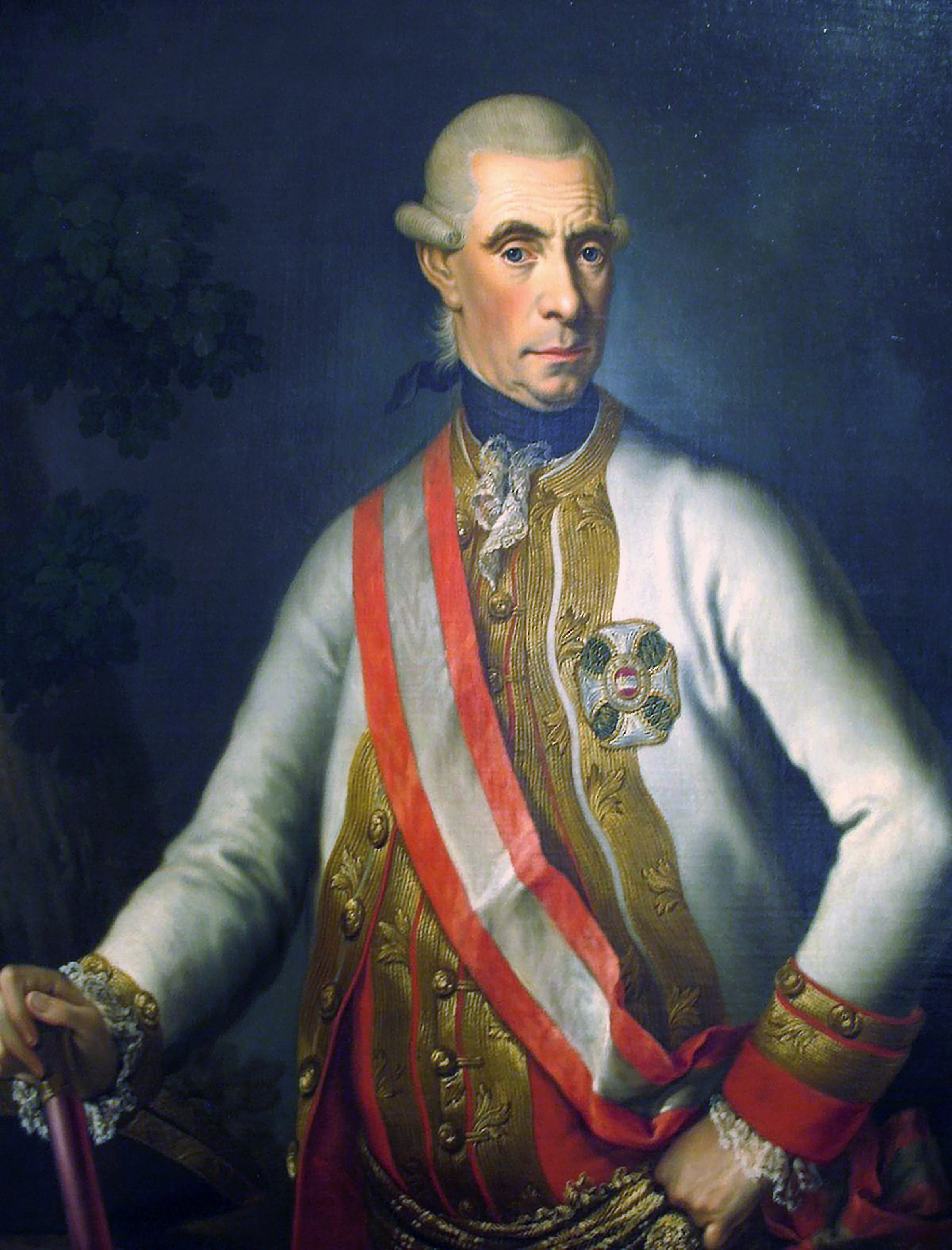
Il generale austriaco Ernst Gideon von Loudon.

Il generale von Wedel non ebbe tuttavia il tempo di riorganizzare le sue forze: l'esercito russo, passato al comando del feldmaresciallo Saltykov dal 30 giugno, stava avanzando in massa protetto dalle avanguardie dei cosacchi del generale Totleben ed il 20 luglio aveva superato il confine del Brandenburgo a Goltzen. Il 23 luglio il feldmaresciallo Saltykov passò all'attaccò, cercando di aggirare il fianco sinistro prussiano e di interrompere le sue comunicazioni con Crossen. Il generale von Wedel tentò di contrattaccare per fermare la marcia dei russi, ma, in grave inferiorità numerica nei confronti dei 52 300 soldati di Saltykov, subì una grave sconfitta tra Kay (località presso l'odierna Sulechów) e Paltzig e la sera stessa del 23 luglio ripassò l'Oder e comunicò a Federico notizie della disfatta che era costata circa 7 000 perdite al suo esercito.
Federico, alla notizia della sconfitta di von Wedel, decise di accorrere subito in aiuto per arrestare i russi e marciò da Schmottseiffen a Sagan, dove giunse il 30 luglio con una parte delle sue truppe e la cavalleria del generale Friedrich Wilhelm von Seydlitz; in questa località venne rinforzato da 19 000 soldati arrivati sul posto al comando del fratello Enrico e quindi, con le forze concentrate, avanzò il 31 luglio verso Christianstadt, dove seppe che alcuni corpi austriaci stavano marciando verso nord per congiungersi con i russi sull'Oder.
Mentre i russi del feldmaresciallo Saltykov entravano a Crossen il 28 luglio, il comandante in capo austriaco von Daun aveva in effetti deciso finalmente di muovere due corpi di truppe, al comando del generale Ernst von Loudon e del generale Andreas Hadik von Futak, in aiuto dei russi sull'Oder; von Loudon si stava avvicinando e il 1º agosto era già a Groß Breesen, una boscaglia 4 km a nord del paese tedesco di Guben di fronte all'Oder, e poté proseguire per Francoforte. Il corpo di Hadik invece rischiò di essere intercettato da Federico che era arrivato a Sommerfeld e il generale austriaco decise di tornare indietro e subì dure perdite durante la ritirata.
Il 1º agosto le avanguardie russe arrivarono a Francoforte dove il 3 agosto giunse anche il generale von Loudon con 18 500 soldati e 42 cannoni; l'armata principale russa del feldmaresciallo Saltykov era nella vicinanze e il giorno seguente avvenne il congiungimento tra i due eserciti che vennero raggruppati sulla riva destra dell'Oder nelle vicinanze della cittadina di Kunersdorf. Nel mentre, Federico continuò la marcia di avvicinamento al nemico e contemporaneamente concentrò le sue forze per una battaglia decisiva: il 6 agosto si congiunse a Müllrose con i superstiti del corpo del generale von Wedel e, dopo essere avanzato fino a Küstrin,  si accampò tra Wulkow e Bösen , Boossen e Wulkow sono due piccole località sulla Wulkower Str. 6 km a nord-ovest dal ponte di Francoforte, dove l'8 agosto venne raggiunto dalle truppe del generale Friedrich August von Finck provenienti da Torgau, che portarono le forze del suo esercito a quasi 50 000 soldati, con 63 battaglioni, 110 squadroni, e 160 cannoni.
Federico intendeva prendere subito l'iniziativa e affrontare una battaglia sulla riva destra dell'Oder, quindi nella notte dell'11 agosto attraversò il fiume con le sue truppe su due ponti gettati tra Reitwein e Göritz. L'esercito prussiano effettuò con successo il passaggio dell'Oder e Federico, dopo aver lasciato sette battaglioni con il generale Ernst Flemming a proteggere i ponti e un distaccamento al comando del generale von Wunsch a Lebus per minacciare Francoforte, marciò con il grosso dell'armata verso sud, risalendo il corso del fiume sulla riva destra fino al villaggio di Leissow e alla strada per Bischofsee. L'armata prussiana era ora a contatto delle forze nemiche: Federico al tramonto cavalcò con il suo seguito fino all'altura di Trettin (Trettiner Spitzberg) per osservare le posizioni austro-russe e studiare un piano di battaglia.

## La battaglia

### Il campo di battaglia
Le posizioni degli austro-russi erano state stabilite su una catena di piccole alture estese da ovest a est di fronte a Francoforte.
A nord-ovest delle alture era un vasto terreno in parte paludoso e la zona boscosa del Elsbusch, difficilmente attraversabile da un grande esercito in manovra offensiva; le alture erano solcate a nord dal profondo vallone del Hühnerfliess, un piccolo corso d'acqua che scorreva fino alla regione paludosa a ovest e ad una zona di piccoli laghi a est.
A sud dell'Hühnerfliess si estendeva la catena delle alture; la più orientale, il Walkeberg, era seguita verso ovest dal Mühlberg e dal Kuhgrund, un vallone ripido e scosceso e quindi difficile da superare, dove era situato il villaggio di Kunersdorf.
A ovest del Kuhgrund era un secondo vallane, il Tieferweg, a cui seguivano a sud-ovest ed a ovest i rilievi del Sieben Rutenbeg e del Grosser Spitzberg. Infine ancora più a ovest, si trovava un ultimo vallone meno ripido, il Hohegrund, ed altre due colline, il Judenberg e il Falkensteinberg da cui era possibile controllare tutta la piana a est.
Altri ostacoli naturali erano, oltre alla foresta di conifere situata intorno alla zona pianeggiante e spoglia davanti a Kunersdorf, due piccoli laghi situati nei pressi del villaggio, il Dorfsee e il Blakensee.

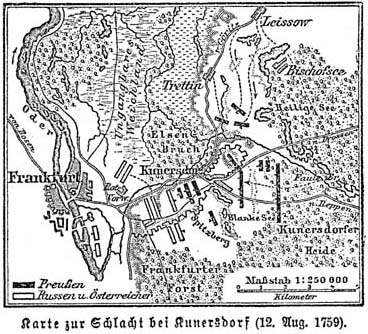
Mappa del campo di battaglia di Kunersdorf.

I comandanti austro-russi ritennero improbabile un attacco prussiano da nord o nord-ovest, a causa delle difficoltà di movimento che un grande corpo di truppe avrebbe incontrato per attraversare il terreno paludoso e boscoso del Elsbusch, e quindi schierarono le loro forze lungo la linea delle alture con un fronte orientato verso sud-est, la direzione da cui si attendevano l'arrivo del nemico.
Le posizioni lungo le alture erano state rinforzate da fortificazioni campali e il fianco sinistro sul Mühlberg disponeva di abbattute di alberi per proteggere i fucilieri; la potente artiglieria degli austro-russi era stata ammassata sul Falkensteinberg e soprattutto sul Grosser Spitzberg da dove i cannoni disponevano di eccellenti campi di tiro, e a questo scopo i russi avevano anche incendiato e distrutto completamente il villaggio di Kunersdorf. Il feldmaresciallo Saltykov e il generale von Loudon disponevano per difendere questa forte posizione di circa 60 000 soldati e 420 cannoni.
Dalla cima del Trettin Spitzberg Federico osservò questo complesso campo di battaglia e le deduzioni che ne trasse lo indussero a pianificare un piano di battaglia che si sarebbe rivelato gravemente errato: dalla sua posizione, infatti, il re poteva vedere solo il Mühlberg e in lontananza il Judenberg, mentre rimaneva nascosto alla sua osservazione il centro dello schieramento degli austro-russi e la linea delle loro fortificazioni sulle alture.
Forte di questi dati incompleti, Federico ritenne che sul Mühlberg fosse posizionato il fianco destro del nemico e che il suo fronte difensivo fosse rivolto verso nord in direzione del bassopiano dell'Oder: a causa delle cime degli alberi del Elsbusch, non gli fu possibile individuare la posizione dell'altro fianco del nemico.
Sulla base di queste considerazioni, Federico escluse la possibilità di attaccare frontalmente attraverso la zona paludosa ed anche dal Trettin Spitzberg, a causa dell'insufficiente spazio disponibile per schierare le sue truppe; il re invece ideò un largo movimento per aggirare la presunta ala destra nemica ed attaccare da sud-est. Tuttavia il territorio da attraversare ad est del Mühlberg non era ben conosciuto e le uniche informazioni pervennero da un guardaboschi locale e da un ufficiale originario di Francoforte. Mentre Federico eseguiva il movimento aggirante del presunto fianco destro, il generale Finck avrebbe sferrato un attacco diversivo da nord-est.
Partendo da premesse sbagliate, questo piano avrebbe avuto conseguenze disastrose per il re e avrebbe condotto le truppe prussiane a cozzare frontalmente contro le forti posizioni degli austro-russi, che erano preparate proprio per affrontare un attacco da sud-est.

### La marcia di Federico

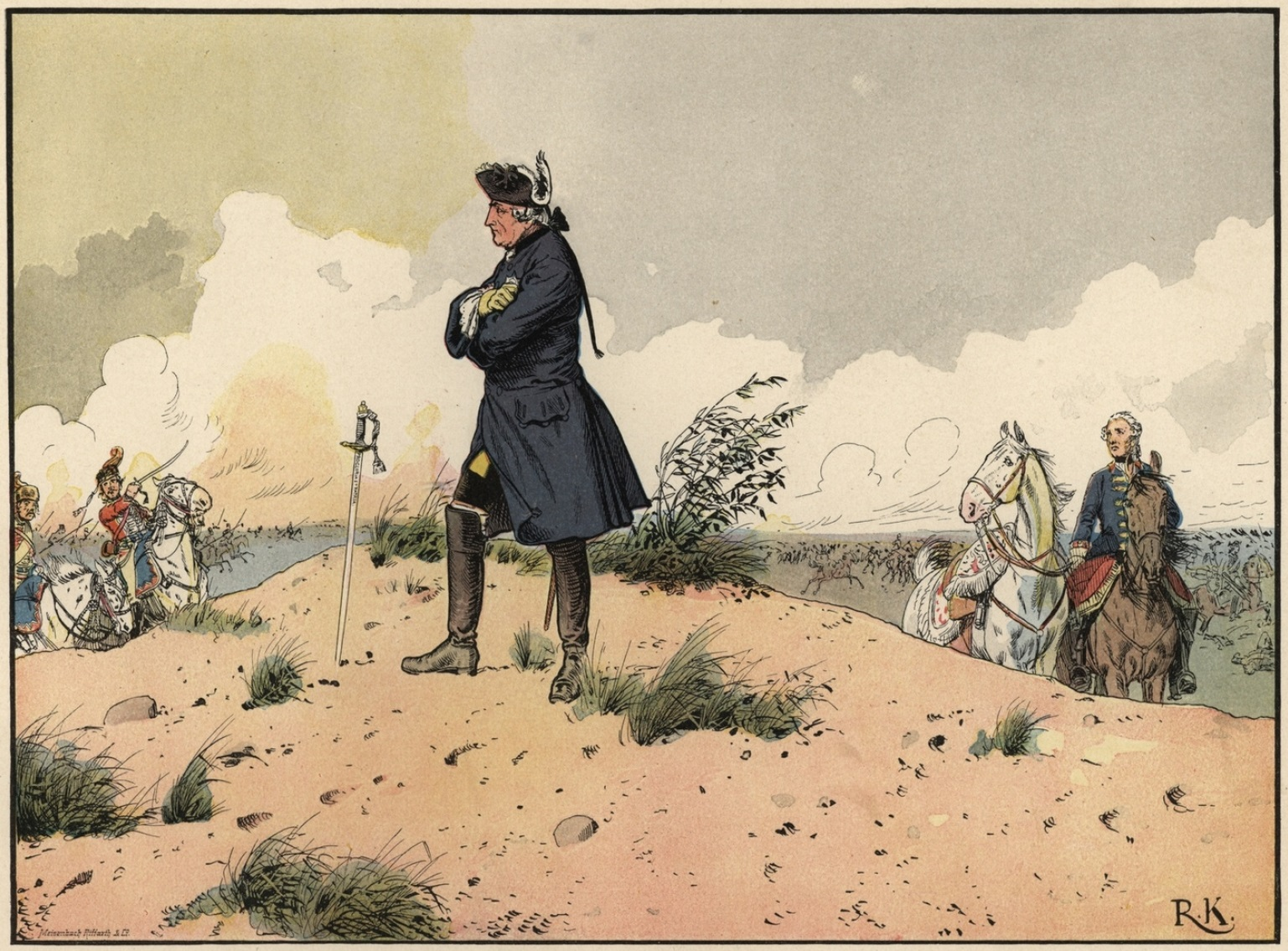
Federico il Grande sul campo di battaglia di Kunersdorf.

Nella notte del 12 agosto Federico mise in movimento il suo esercito, diviso in due colonne, in direzione sud-est: i soldati marciarono attraverso la foresta, costeggiarono l'Hühnerfliess per un tratto e quindi lo attraversarono facilmente; a questo punto, mentre una parte delle truppe girò subito a destra in direzione del Walkberg, la colonna principale continuò ad avanzare verso sud-ovest per sviluppare il vasto movimento aggirante ideato dal re.
Mentre proseguiva la marcia dell'esercito, Federico si era portato all'avanguardia e, giunto ai margini della foresta a sud di Kunersdorf, poté finalmente osservare tutto il terreno e l'effettivo schieramento nemico. Solo allora comprese che il suo piano, invece di conseguire l'aggiramento del nemico, stava conducendo le sue truppe ad affrontare frontalmente le posizioni fortificate degli austro-russi; il re vide anche la serie di laghi e le paludi presente a sud del villaggio e intuì le grandi difficoltà di movimento su questo terreno.
Considerando complicato e pericoloso muovere le sue forze in mezzo agli stagni e alle paludi, Federico decise di modificare subito il piano: la manovra aggirante a largo raggio sarebbe stata interrotta e l'attacco sarebbe stato sferrato inizialmente contro il fianco sinistro nemico da due direzioni. L'avanguardia doveva attaccare il Mühlberg discendendo dal Walkberg e poi congiungersi con le truppe di Finck, che avrebbero sferrato un attacco secondario da nord-est; contemporaneamente all'attacco principale dell'armata, queste forze avrebbero proseguito l'avanzata da est verso ovest lungo la linea delle alture difese dagli austro-russi.
Vennero subito diramati gli ordini e le colonne in marcia si arrestarono; l'avanguardia con sei battaglioni di granatieri e due battaglioni del reggimento von Bredow si schierò sulla destra per attaccare dal Walkberg, mentre la massa principale prussiana si posizionò su due file con il fianco sinistro davanti a Kunersdorf e la cavalleria, al comando del generale Friedrich Wilhelm von Seydlitz e del principe di Württemberg, venne disposta in posizione più arretrata, dietro il fianco sinistro dell'armata; infine Federico fece portare avanti l'artiglieria pesante per aprire il fuoco a distanza ravvicinata contro l'ala sinistra del nemico.
In precedenza il generale Finck, dopo essere salito con i suoi ufficiali sul Trettin Spitzberg, aveva portato avanti le sue truppe in direzione sud per attrarre l'attenzione del nemico in attesa del completamento della manovra aggirante di Federico, ma a causa della fitta nebbia tale movimento non venne rilevato dagli austro-russi, che quindi non variarono il loro schieramento. La battaglia ebbe inizio alle ore 11.30 con il fuoco dell'artiglieria delle truppe di avanguardia prussiane in direzione del Mühlberg, dove era attestata l'ala sinistra dei russi; il bombardamento si prolungò per circa un'ora e alle ore 12.30 il re diede l'ordine di attacco.
I reparti dell'avanguardia prussiana discesero dal Walkberg, attraversarono il Backergrund e risalirono il fondo del vallone; la fanteria russa aprì il fuoco e anche l'artiglieria entrò in azione, ma i prussiani sostennero il tiro nemico e, dopo essere arrivati a distanza ravvicinata, risposero al fuoco e respinsero i difensori, che abbandonarono la posizione sul Mühlberg.
Nonostante questo successo iniziale contro il fianco sinistro russo, i prussiani dell'avanguardia non poterono proseguire oltre: il feldmaresciallo Saltykov organizzò una nuova linea difensiva sul margine occidentale del Kuhgrund che infranse l'avanzata nemica, i ripetuti attacchi fallirono e i prussiani, esausti e affaticati dai combattimenti nella calura del giorno estivo, furono fermati e respinti.

### Fallimento degli attacchi prussiani

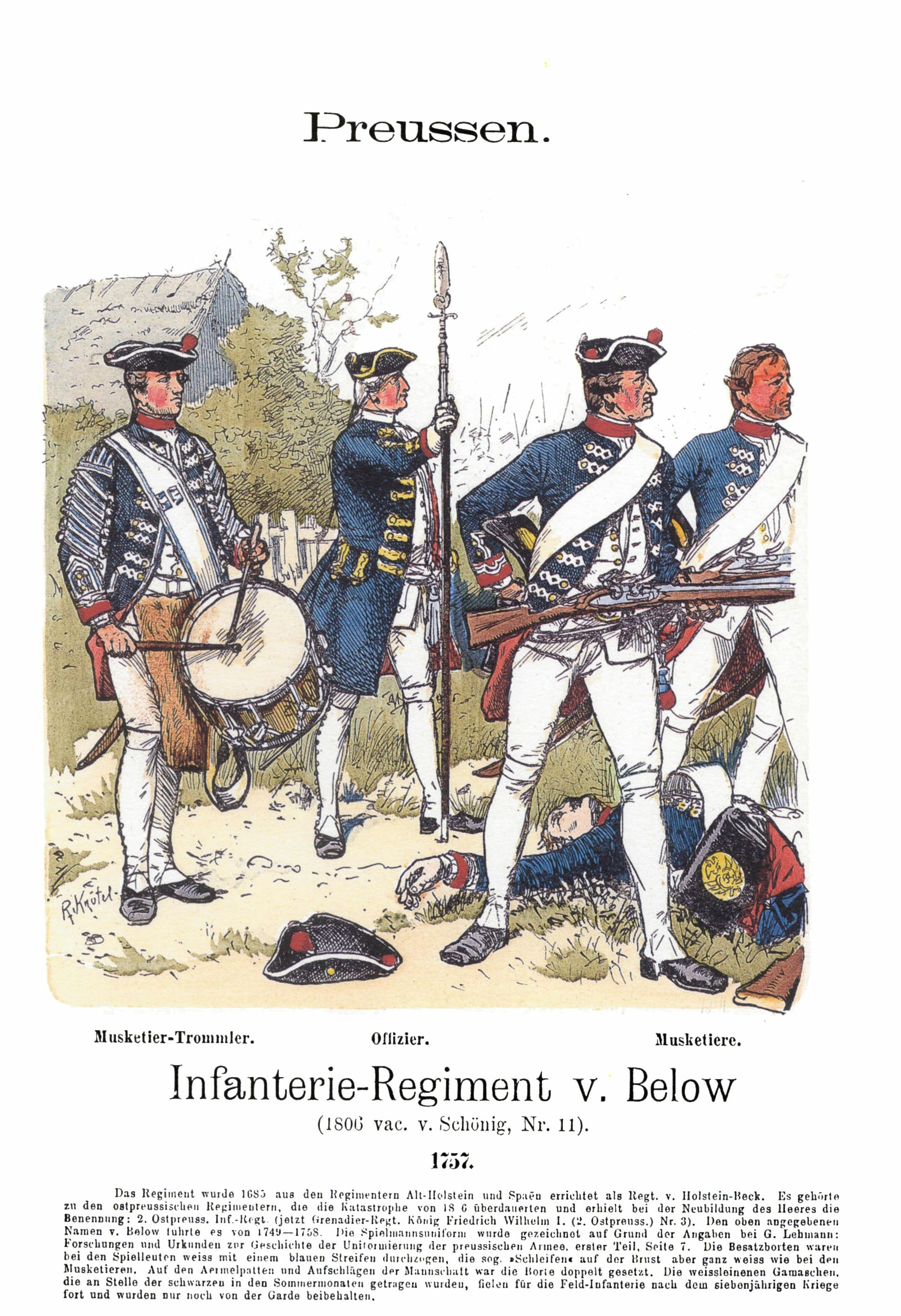
Fanteria prussiana durante la guerra dei sette anni.

Mentre l'avanguardia prussiana attaccava il fianco sinistro dei russi, Federico aveva completato lo schieramento delle sue forze e quindi fece salire sul Mühlberg l'ala destra e posizionò l'ala sinistra davanti a Kunersdorf, con la cavalleria sempre raggruppata più indietro; a questo punto egli fece entrare in azione l'ala destra per rafforzare l'attacco dell'avanguardia, e i soldati prussiani dal Mühlberg marciarono verso ovest per superare il vallone del Kuhgrund.
L'avvicinamento venne effettuato, a causa dell'insufficiente spazio disponibile, in righe separate e le truppe furono sottoposte durante la marcia al violento bombardamento dell'artiglieria russa ammassata sul Grosser Spitzberg.
Le perdite tra le file prussiane completamente esposte furono pesanti e lo schieramento per l'attacco venne rallentato. Nel frattempo, anche le truppe di Finck stavano avanzando verso il Kuhgrund per cooperare con l'ala destra. Il fuoco dell'artiglieria russa era molto intenso ed efficace e le truppe prussiane stavano subendo perdite elevate e mostravano qualche segno di indebolimento, Federico quindi intervenne subito con energia per rafforzare la sua ala destra e prese il comando personalmente dell'attacco al Kuhgrund.

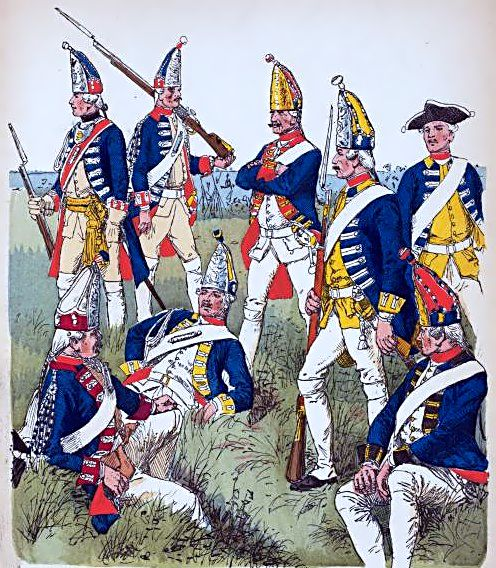
Granatieri prussiani del periodo della guerra dei sette anni.

La fanteria prussiana tentò per due ore di risalire il pendio del Kuhgrund e conquistare la posizione, ma venne respinta dal fuoco dei moschetti e dell'artiglieria degli austro-russi, subendo notevoli perdite.
Infine gli artiglieri prussiani riuscirono a portare il linea i loro cannoni pesanti e schierarli in avanti per indebolire le linee nemiche. Il fuoco dei cannoni prussiani ottenne risultati decisivi: anche gli austro-russi subirono perdite elevate e iniziarono a cedere, e con un ultimo attacco i prussiani riuscirono a conquistare la posizione e ad avanzare fino al Tieferweg.
Tra i comandanti austro-russi ci furono segni di preoccupazione e di pessimismo, ma l'intervento delle riserve permise di stabilizzare la situazione e la fanteria prussiana, dopo il primo successo, fiaccata dalle marce e dai ripetuti attacchi, venne di nuovo fermata dallo schieramento difensivo nemico.
La situazione dei prussiani diventava pericolosa: solo alcune delle posizioni erano state conquistate e le truppe erano stanche e fortemente indebolite dalle perdite.
Alcuni generali consigliarono a Federico di sospendere i costosi tentativi contro le forti posizioni austro-russe e attendere la probabile ritirata del nemico, già in parte battuto, ma il re invece decise di continuare gli attacchi, convinto di poter ottenere una vittoria completa.
Intanto il feldmaresciallo Saltykov e il generale von Loudon, allarmati dalla situazione venutasi a creare, avevano continuato a rinforzare il loro schieramento sul Tieferweg con l'afflusso di nuovi rinforzi richiamati dal Grosser Spitzberg e dallo Judenberg; inoltre l'artiglieria degli alleati continuava a colpire duramente le linee prussiane, in particolare nel settore dove erano schierate le truppe del generale Finck. Di conseguenza ogni ulteriore avanzata prussiana venne bloccata e le due linee di fanteria rimasero ferme senza poter fare progressi sul terreno: le forze prussiane erano stanche e Federico, a differenza degli austro-russi, non disponeva di nuove riserve.

### Disfatta prussiana
Il cedimento dei prussiani ebbe inizio nel settore del generale Finck le cui truppe, molto indebolite dal continuo bombardamento dell'artiglieria russa, non riuscirono più a mantenere le loro posizioni e iniziarono a ritirarsi verso l'Elsbusch, scoprendo pericolosamente il fianco destro delle linee di Federico.
Consapevole del rischio di un cedimento generale ma a corto di riserve di fanteria, Federico prese la decisione di impegnare, nonostante il terreno poco favorevole, la sua cavalleria per sostenere le truppe in linea, disorganizzare le forze nemiche e ritardarne l'avanzata.
L'attacco di alleggerimento della cavalleria sul fianco destro, tuttavia, non poté essere affidato all'abile generale Friedrich Wilhelm von Seydlitz il quale, ferito seriamente alla mano sinistra mentre cavalcava verso il Kuhberg, dovette essere evacuato dal campo di battaglia; quindi le truppe di cavalleria furono guidate dal principe di Württemberg, richiamato da Federico sul fianco destro per discendere dall'Elsbrusch e cercare di aggirare gli austro-russi schierati sul Tieferweg.
La manovra non ebbe successo: anche il principe di Württemberg rimase ferito e dovette ritirarsi, la cavalleria prussiana fu respinta e anche gli ussari del generale Georg von Puttkamer vennero sconfitti e lo stesso comandante rimase ucciso.

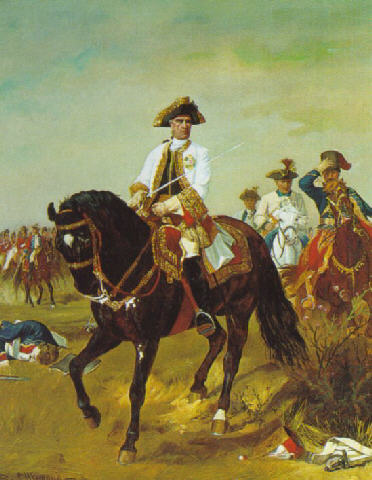
Il generale von Loudon sul campo di battaglia.

Alle ore 17.30 la situazione della fanteria prussiana divenne critica; indeboliti dai continui scontri senza alcuna tregua, in parte demoralizzati dalla ritirata del generale Finck e dal fallimento della cavalleria, i soldati prussiani vennero ora attaccati dalla fanteria austro-russa, più fresca e rinforzata con l'arrivo delle riserve. Sotto gli attacchi degli alleati, i prussiani cominciarono a ripiegare lentamente, pur continuando a battersi validamente; i russi attaccarono in massa e iniziarono a risalire il ripido pendio del Kuhgrund sotto il fuoco nemico e Federico, per evitare la sconfitta, si portò sulla linea del fuoco e cercò di rafforzare la resistenza dei suoi soldati con la sua presenza e il suo esempio.
Per cercare di allentare la pressione e ristabilire la situazione, venne presa la rischiosa decisione di tentare un nuovo attacco della cavalleria, al comando del generale Dubislawl von Platen, a cui ordinò di attraversare gli stagni a sud di Kunersdorf, cercare di aggirare l'ala destra dei russi e attaccare lo Spitzberg.
La manovra terminò in un disastro: i reparti furono rallentati dal terreno paludoso e dalla necessità di passare attraverso lo stretto percorso tra i laghi Dorfsee e Blankensee; di conseguenza non poterono dispiegarsi completamente in ordine di battaglia e, mentre i cavalieri prussiani effettuavano la difficile avanzata, il generale von Loudon decise di passare all'offensiva con la massa dei cavalieri austro-russi; dopo trenta minuti di mischia confusa e indecisa, i cavalieri austro-russi, guidati personalmente da von Loudon, presero il sopravvento.
La cavalleria di von Platen iniziò a cedere e quindi a ritirarsi in fretta frazionandosi in gruppi separati. Una parte riuscì a ripiegare oltre gli stagni, altri squadroni si ritirarono confusamente verso nord e andarono a cozzare contro la fanteria prussiana in combattimento dietro il Kuhgrund, accelerando il crollo definitivo dell'esercito di Federico.
La fanteria prussiana, già molto stanca, venne disorganizzata dall'arrivo dei cavalieri sbandati e, presa dal panico dalle notizie sull'arrivo dei cosacchi, si disgregò e iniziò a fuggire in rotta verso l'Hühnerfliess.

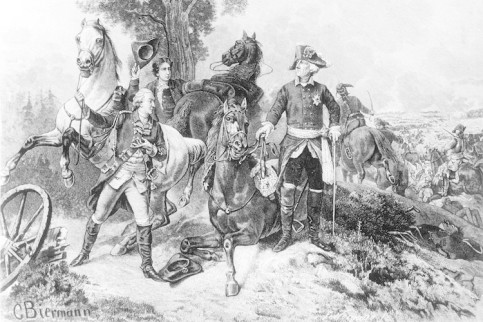
Episodio della battaglia: il capitano von Prittiwitz invita Federico ad abbandonare il campo di battaglia.

Il disperato tentativo di Federico di fermare il collasso delle sue truppe non ottenne alcun risultato; il re ebbe due cavalli abbattuti e rischiò di rimanere ucciso dalle pallottole nemiche; i soldati, refrattari a ogni ordine, fuggirono disordinatamente e molti reparti si dispersero.
Ormai rassegnato alla disfatta, il re abbandonò infine il Mühlberg, rischiando durante la ritirata di essere catturato dai cosacchi, salvato solo dall'intervento della sua scorta di ussari al comando del capitano Joachim von Prittwitz. Alla fine anche il re si pose in salvo oltre l'Hühnerfliess.
L'esercito prussiano si disgregò quasi completamente durante la ritirata e lo stesso Federico scrisse, nella lettera disperata indirizzata al ministro Karl Wilhelm von Finckenstein la sera stessa del 12 agosto, di aver subito "perdite elevatissime" e di essere rimasto con non più di 3 000 soldati dei 48 000 che aveva a disposizione all'inizio della battaglia; il re sottolineava inoltre come "tutti fuggono" e come egli non avesse più il controllo delle sue truppe. I soldati in effetti persero ogni coesione e si sbandarono cercando ad ogni costo di fuggire oltre l'Oder attraverso i ponti costruiti a Göritz.
Per cercare di frenare la dissoluzione dell'esercito, Federico ordinò al generale Flemming, rimasto a guardia dei ponti, di impedire l'attraversamento del fiume ai soldati sbandati e di autorizzare il passaggio solo dei feriti, e in questo modo una parte dei soldati furono fermati e riorganizzati: nei pressi di Göritz il comando prussiano riuscì a raggruppare circa 10 000 soldati ancora inquadrati e sotto controllo. Federico diede segni di scoraggiamento e di grande pessimismo; nella lettera del 12 agosto scrisse anche di "rovescio crudele" e di "tutto perduto"; in effetti, con la disgregazione dell'esercito dell'est la strada per Berlino sembrava aperta per gli austro-russi e la sconfitta appariva irrimediabile. Nonostante la estrema tensione il re cercò almeno di salvare i superstiti e recuperare gli sbandati; durante il 13 agosto altri soldati dispersi arrivarono nella zona dei ponti e quindi le truppe riorganizzate salirono a 18 000 uomini; alle ore 16.00 i resti dell'esercito attraversarono i ponti sull'Oder, distrutti subito dopo, e furono radunati sulle alture della riva sinistra tra Alt-Podelzig e Reitwein.

## Conseguenze
Dopo essere riuscito a recuperare una parte delle truppe ed a ripararle sulla riva sinistra dell'Oder Federico, molto provato fisicamente e psicologicamente dagli eventi, decise di cedere il comando al generale Finck e si ritirò per due giorni nel castello di Reitwein, completamente isolato; il 15 agosto, superata la crisi morale, riprese a dare disposizioni ai suoi generali per cercare di rafforzare l'esercito, e preoccupandosi inoltre di proteggere le autorità nella capitale, ordinò alla corte e ai nobili di abbandonare Berlino e ritirarsi a Magdeburgo.
Le perdite definitive dell'armata prussiana a Kunersdorf erano state molto gravi: circa 20 000 morti, feriti, prigionieri e dispersi, equivalenti a circa il 50% della forza iniziale. Erano andati perduti anche 172 cannoni, 26 bandiere e 2 stendardi.
Il generale Puttkamer era rimasto ucciso, mentre erano stati feriti i generali von Seydlitz, von Wedel, Württemberg, Hülsen, Knobloch, von Platen e von Stutterhein.

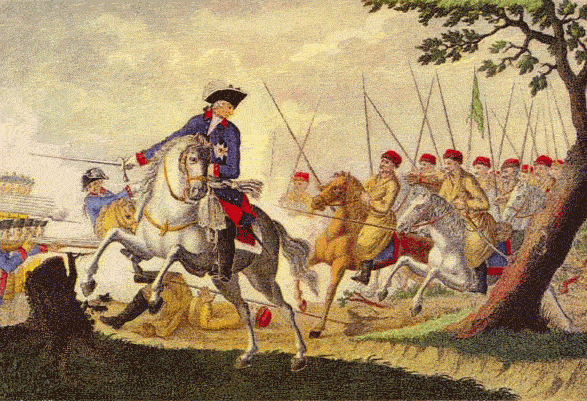
Federico inseguito dai cosacchi durante la fase finale della battaglia.

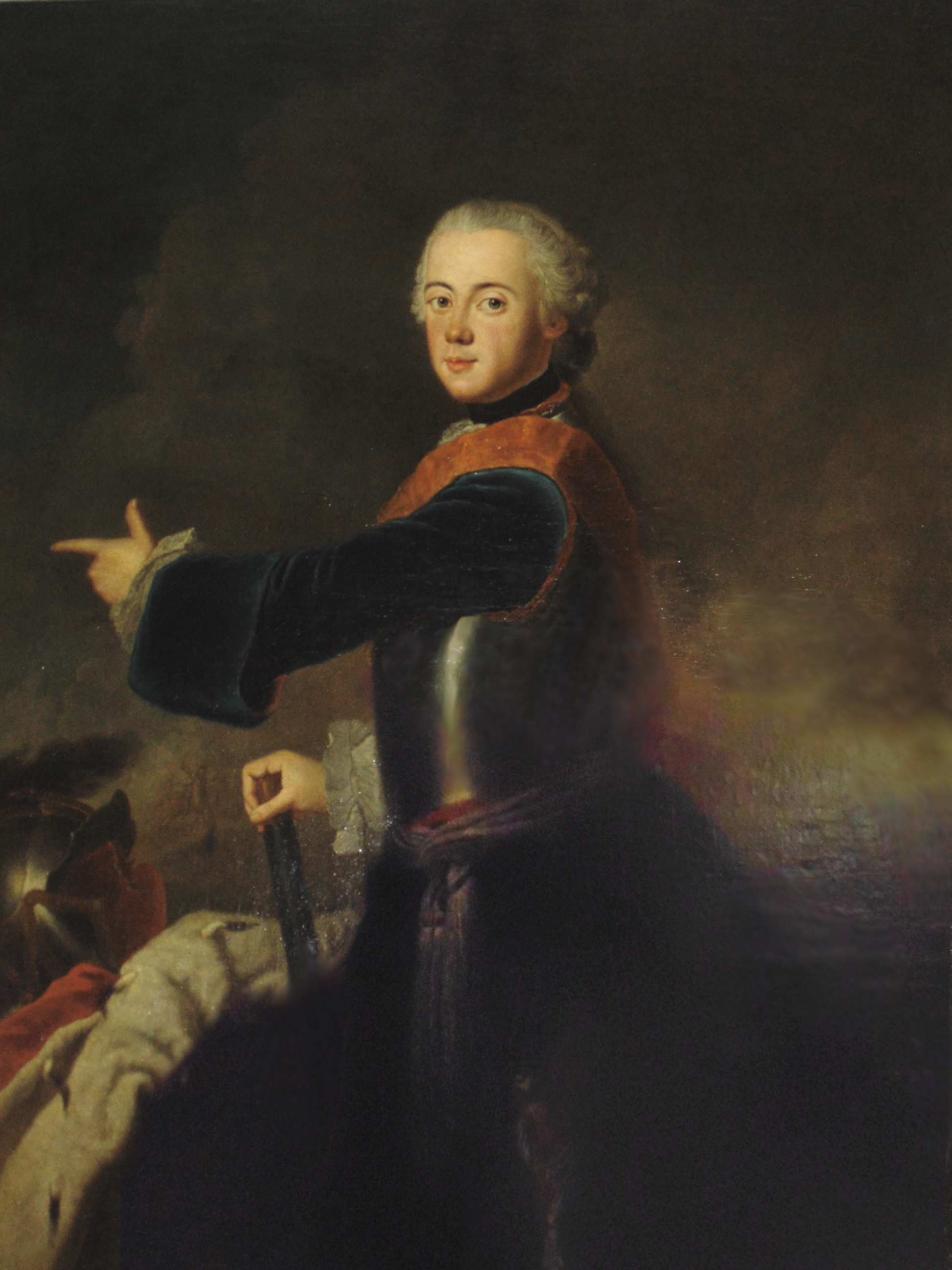
Il fratello di Federico, Enrico di Prussia; capace capitano e valido luogotenente del re.

Nonostante la grande vittoria gli austro-russi, secondo le consuetudini tattico-strategiche dell'epoca, non inseguirono subito il nemico per sfruttare i segni di dissoluzione e concludere la guerra: al contrario gli eserciti vittoriosi, che avevano a loro volta subito dure perdite, con 17 000 morti, feriti e dispersi, rimasero fermi sul campo di battaglia. Il feldmaresciallo Saltykov e il generale von Loudon si congratularono per il successo, si prolungarono i festeggiamenti tra le truppe, e il 13 agosto venne celebrato un solenne rito religioso di ringraziamento sul Grosser Spitzberg; solo il 15 agosto von Loudon guidò le sue truppe sulla riva sinistra dell'Oder, mentre i russi attraversarono il 17 agosto.
Apparentemente la situazione di Federico rimaneva molto critica a causa della presenza, dopo la disfatta, degli austro-russi ad ovest dell'Oder, ma anche per l'arrivo del generale Hadik a Müllrose, di un altro corpo austriaco a Sommerfeld, della conquista da parte degli imperiali di Lipsia e Torgau.
Inoltre anche il grande esercito del feldmaresciallo von Daun si stava muovendo: il 13 agosto aveva raggiunto Piebus ed il 18 agosto entrò a Triebel, dove si mise in contatto con il feldmaresciallo Saltykov.
In realtà, tra gli alleati permaneva la sfiducia e la diffidenza reciproca tra gli alleati, cosicché il piano del feldmaresciallo von Daun, che assegnava ancora una volta il compito principale all'esercito di Saltykov, irritò molto il comandante russo il quale decise di interrompere l'avanzata verso Berlino, in attesa di una partecipazione più attiva dell'esercito austriaco.
Quindi, invece di avanzare energicamente verso ovest, il feldmaresciallo Saltykov marciò in cerca di vettovagliamento verso sud ed entrò il 30 agosto a Lieberose. Federico, che stava continuando a rinforzare le sue truppe, salite a 33 000 uomini, per coprire la capitale, rimase favorevolmente sorpreso dall'avanzata nemica verso sud e il 1º settembre, molto sollevato dagli sviluppi della situazione, scrisse al fratello Enrico di "miracolo della casa di Brandeburgo".
Con le settimane seguenti la situazione della Prussia continuò a migliorare: un'abile manovra di Enrico, che durante la campagna di Kunersdorf era rimasto con una parte delle truppe a Schmottseifen, minacciò le retrovie del feldmaresciallo von Daun, che si ritirò subito a Bautzen; Saltykov, sempre più contrariato dalla prudenza e dalla mancanza di collaborazione degli austriaci, decise a sua volta di riattraversare l'Oder e di rientrare nei quartieri d'inverno, sospendendo le operazioni.
Il 30 settembre gli austro-russi passarono sulla riva destra dell'Oder e il 24 ottobre rientrarono in Polonia, dove stabilirono i quartieri d'inverno oltre la Vistola. La campagna del 1759 sulle frontiere orientali della Prussia, quindi, terminava senza risultati decisivi e Federico, nonostante la disastrosa e apparentemente irrimediabile sconfitta di Kunersdorf, mantenne il controllo della situazione e poté concentrare le sue forze in Sassonia.